# Detroit Film Critics Society
Pour les articles homonymes, voir DFCS Awards.
La Detroit Film Critics Society (DFCS) est une association américaine de critiques de cinéma, basée à Detroit (Michigan), aux États-Unis et fondée en 2007.
Elle remet chaque année les Detroit Film Critics Society Awards (DFCS Awards) en fin d'année.

## Catégories de récompense
- Meilleur film
- Meilleur réalisateur
- Meilleur acteur
- Meilleure actrice
- Meilleur acteur dans un second rôle
- Meilleure actrice dans un second rôle
- Meilleure distribution
- Révélation de l'année
- Meilleur scénario
- Meilleur film documentaire